# محلول نمک فسفات با خاصیت بافری

محلول نمکِ فسفات با خاصیت بافری

محلول نمکِ فسفات با خاصیت بافری (به انگلیسی: Phosphate buffered saline)  (به اختصار PBS) یک محلول بافر است که معمولاً در تحقیقات زیستی مورد استفاده قرار می‌گیرد. PBS یک محلول نمکی با پایهٔ آبی است که متشکل از سدیم کلرید، سدیم فسفات و در بعضی فرمول‌ها پتاسیم کلرید و پتاسیم فسفات می‌باشد. بافرهای گروه‌های فسفات دار کمک به ثابت ماندن pH می‌کنند. فشـار اسمـزی و غلظت‌های یونی محلول PBS تقریباً از همه نظر باید با شرایط بدن انسان یکسان باشد (هم اندازه و هم غلظت با مایع‌های بیولوژیکی بدن)
کاربردها
PBS به علت هم غلظت و هم نوع بودن با مواد بیولوژیکی بدن و نیز غیر سمی بودن آن برای سلول کاربردهای بسیاری دارد. از موارد استفاده از آن می‌توان به کاربرد آن در رقیق کردن مواد و شستن ظروف محیط کشت اشاره کرد. از PBS به همراه EDTA همچنین برای جدا کردن اتصال و تودهٔ سلول‌ها استفاده می‌شود. فلزهای دو ظرفیتی مانند روی با اینکه نمی‌توانند به محلول متصل شوند ولی سبب ته‌نشین شدن آن‌ها می‌شود به همین دلیل استفاده از بافر مناسب توصیه می‌شود.
طرز تهیه
روش‌های متفاوتی برای تهیهٔ PBS وجود دارد. بعضی از فرمول‌ها حاوی پتاسیم نیستند درحالی که در برخی دیگر کلسیم یا منیزیوم وجود دارد. معمولاً PBS حاوی مؤلفه‌های زیر است:
| Concentration | Concentration | سالت          |
| ------------- | ------------- | ------------- |
| (gr/Lit)      | (mmol/Lit)    | (----)        |
| ۸٫۰۱          | ۱۳۷           | NaCl          |
| ۰٫۲۰          | ۲٫۷           | KCl           |
| ۱٫۷۸          | ۱۰            | Na2HPO4•2 H2O |
| ۰٫۲۷          | ۲٫۰           | KH2PO4        |
| ۷٫۴           | ۷٫۴           | pH            |

ساده‌ترین راه برای تهیهٔ محلول PBS استفاده از قرص‌های PBS بافری است. فرمول این قرص‌ها به گونه‌ای است که بتوان محلول آماده برای استفاده را طی انحلال قرص در مقدار معینی آب مقطر تهیه کرد. این قرص برای حجم‌های استاندارد ۱۰۰٬۲۰۰٬۵۰۰٬۱۰۰۰ میلی لیتر موجود می‌باشد.
اگر در کشـت سلـولی مورد استـفاده قرار گرفتـه شود، می‌توان محلول را به دو قسـمت مسـاوی تقـسیم کرده و به وسیلهٔ اتوکلاو (۲۰دقیقه، ۱۲۱ درجه سلسیوس، چرخه مایع) ضدعفونی کرد. بنابر نوع استفاده‌ای که از PBS می‌شود، ضدعفونی کردن می‌تواند ضروری نباشد.
PBS را می‌توان در دمای اتاق نگهداری کرد اما نگهداشتن در یک جای سرد ممانعت از رشد باکتری را تضمین می‌کند حتی اگر محلول ضدعفونی نشده و برای مدت طولانی نگهداری شود. به هر حال، محلول غلیظ اولیه (محلول موردنظر) ممکن است هنگامی که خنک می‌شود، ته‌نشین شود به همین دلیل، PBS باید قبل از استفاده و تا زمانی که ته‌نشینی به‌طور کامل برطرف نشده در دمای اتاق نگهداری شد.